# 월드 엔드 히어로즈
《월드 엔드 히어로즈》(ワールドエンドヒーローズ)는 스퀘어 에닉스가 착신한 스마트폰 게임이다.
「시츄에이션 스타일 RPG」라고 명명된, 스퀘어 에닉스의 신규 IP에 의한 여성용 게임. 애니메이션 걸즈 페스티벌 2018에 출전하여 굿즈를 배포했다.
플레이어는 게임중에서 「지휘관」이 되어, 고교생 캐릭터들을 적과 싸운다.
2020년 8월 20일에 서비스가 종료되었다.